# Бакич Видяй
Бакич Видяй (эрз. Бакич Видяй), настоящее имя Виктор Михайлович Чичайкин (род. 4 июня 1977 года, Поводимово, Дубёнский район, Мордовская АССР) — российский и эрзянский эстрадный певец и диджей, исполняющий почти все свои песни на эрзянском языке. Заслуженный работник культуры Мордовии (2016) .

## Биография

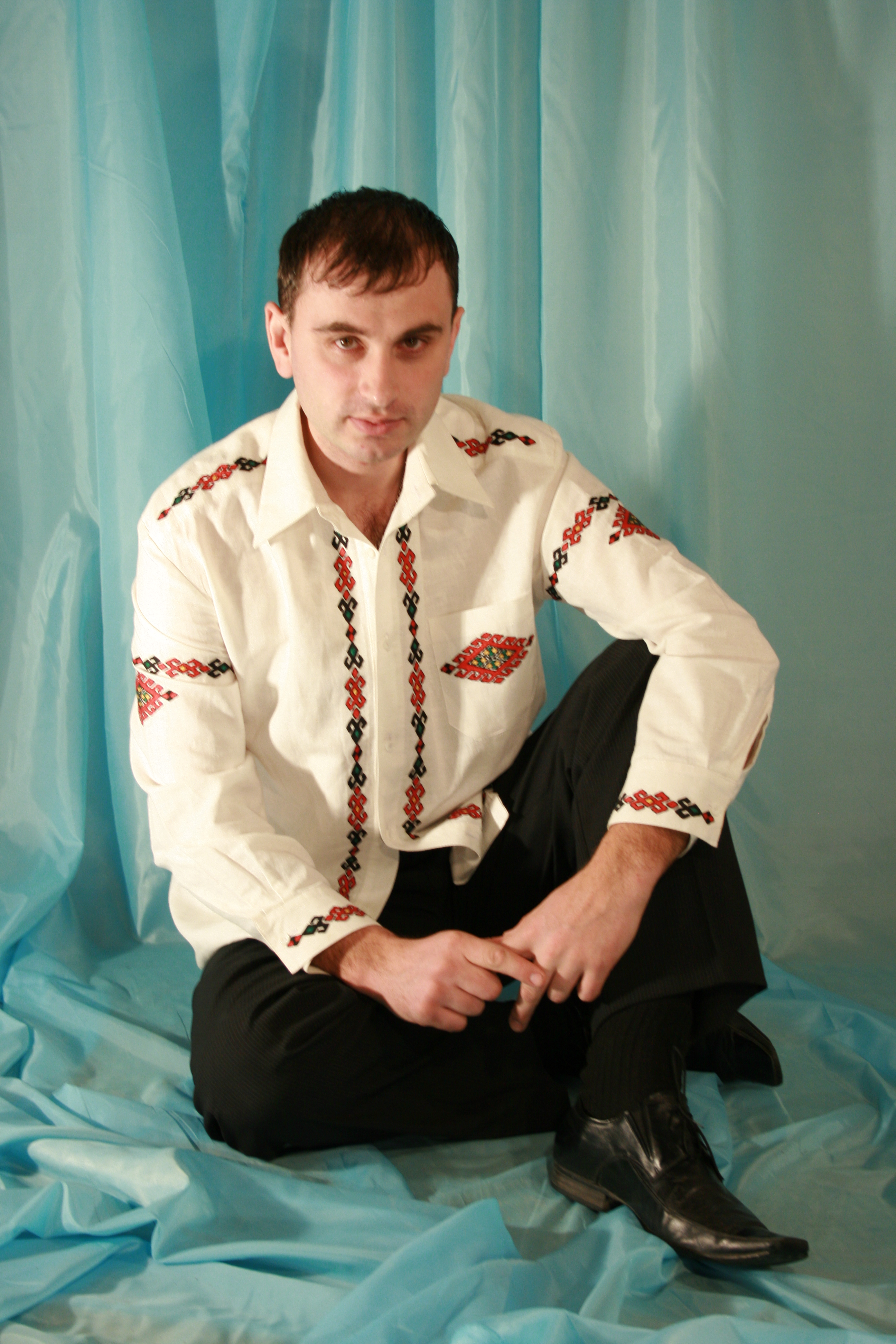
Бакич Видяй в национальной рубашке.

Виктор Чичайкин окончил Мордовский государственный университет имени Огарёва в 1999 году, факультет национальной культуры, отделение актёрского искусства. Преподавателями отмечался как способный студент, обладающий яркой эмоциональностью, музыкальностью, пластичностью. Играет на фортепиано, гитаре и ударных инструментах, автор-исполнитель собственных песен. Музыкальную карьеру начал в 14 лет в группе «Альтаир».
Бакич Видяй играл в студенческих спектаклях «Дядя Ваня» А. П. Чехова (Серебряков), «Каменный гость» (Дон Жуан) и «Русалка» А. С. Пушкина (Князь), «Пора любви» В.Катаева (Игорь) и в народных постановках «Масторава» (Шайтян) и «Эрьмезь» (Стадань ваный). Работал актёром Мордовского национального театра,в студии звукозаписи TS Production(аранжировщик), звукорежиссёром ГТРК «Мордовия». Для записи своих альбомов часто использует народные инструменты; число его песен  превышает 200.
Бакич Видяй гастролирует не только в Мордовии, но и за её пределами. Исполняет песни на эрязнском и русском языках.. Участник множества музыкальных фестивалей Республики Мордовия, в том числе Межрегионального фестиваля мордовского фольклора и декоративно-прикладного творчества «Масторавань морот» («Песни матери земли»), Фестиваля мордовской эстрадной песни «Од вий» («Новая сила»), республиканского смотра народного творчества «Шумбрат, Мордовия!».Пишет музыку для театра и кино.
В 2017 году на народные пожертвования в Мордовии был снят первый фильм на эрзянском языке «Азор», режиссёром и композитором которого выступил Бакич Видяй.

## Дискография
- Странник (1999)
- Тон туить (2001)
- Минек вечкемась (2002)
- Од Ие (2004)
- Весе вейсэ (2005)
- Тейтерькат (2007)
- Тундонь чокшнесь (2009)
- ШтатоL (2012)
- Nudey (2019)